# Dos Brazos
Dos Brazos est un village du Costa Rica situé dans la province de Puntarenas dans le canton de Golfito sur la péninsule d'Osa au bord de l'Océan Pacifique.